# イタセンパラ
イタセンパラ（板鮮腹、Acheilognathus longipinnis）は、コイ科のタナゴ亜科タナゴ属に分類される淡水魚の一種。別名はビワタナゴ（琵琶鱮、琵琶鰱）。

## 分布
日本固有種。淀川水系・富山平野・濃尾平野の3か所に分布するが、それぞれ生息地は限定的で個体数も減少しており絶滅が危惧されている（後述）。日本海側を含むそれぞれ離れた地域に限局して生息するという特異な分布状況は生物地理学的見地からも貴重である。DNA解析とマイクロサテライト分析により、各地域個体群はそれぞれ固有の遺伝的組成をもつことが判明している。
かつては琵琶湖の内湖や巨椋池に多く生息したが、いずれも戦前までに絶滅した。1941年に干拓で消滅した巨椋池の名残と考えられる京都競馬場内の池が京都府により1999年に生態調査されたが本種は確認されなかった。ビワタナゴの別名は本種の模式産地である琵琶湖に由来する。2005年にアクア・トトぎふのスタッフにより木曽川湾処にて僅かながら生息を確認。国立科学博物館や東京大学には琵琶湖産個体の標本が保存されている。

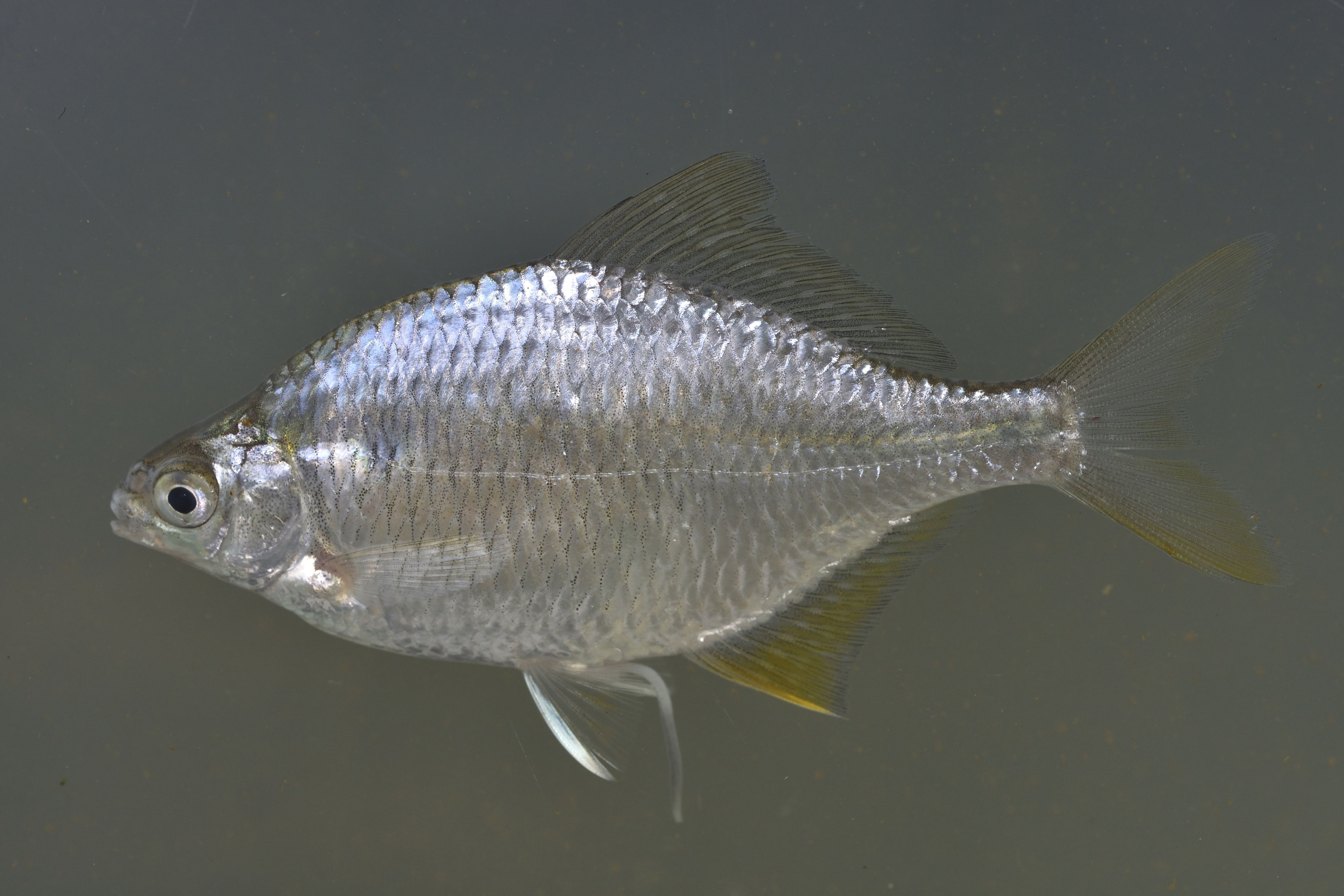
秋の繁殖期、産卵管が伸長したメス、愛知県。許可下の調査野生個体。

## 形態

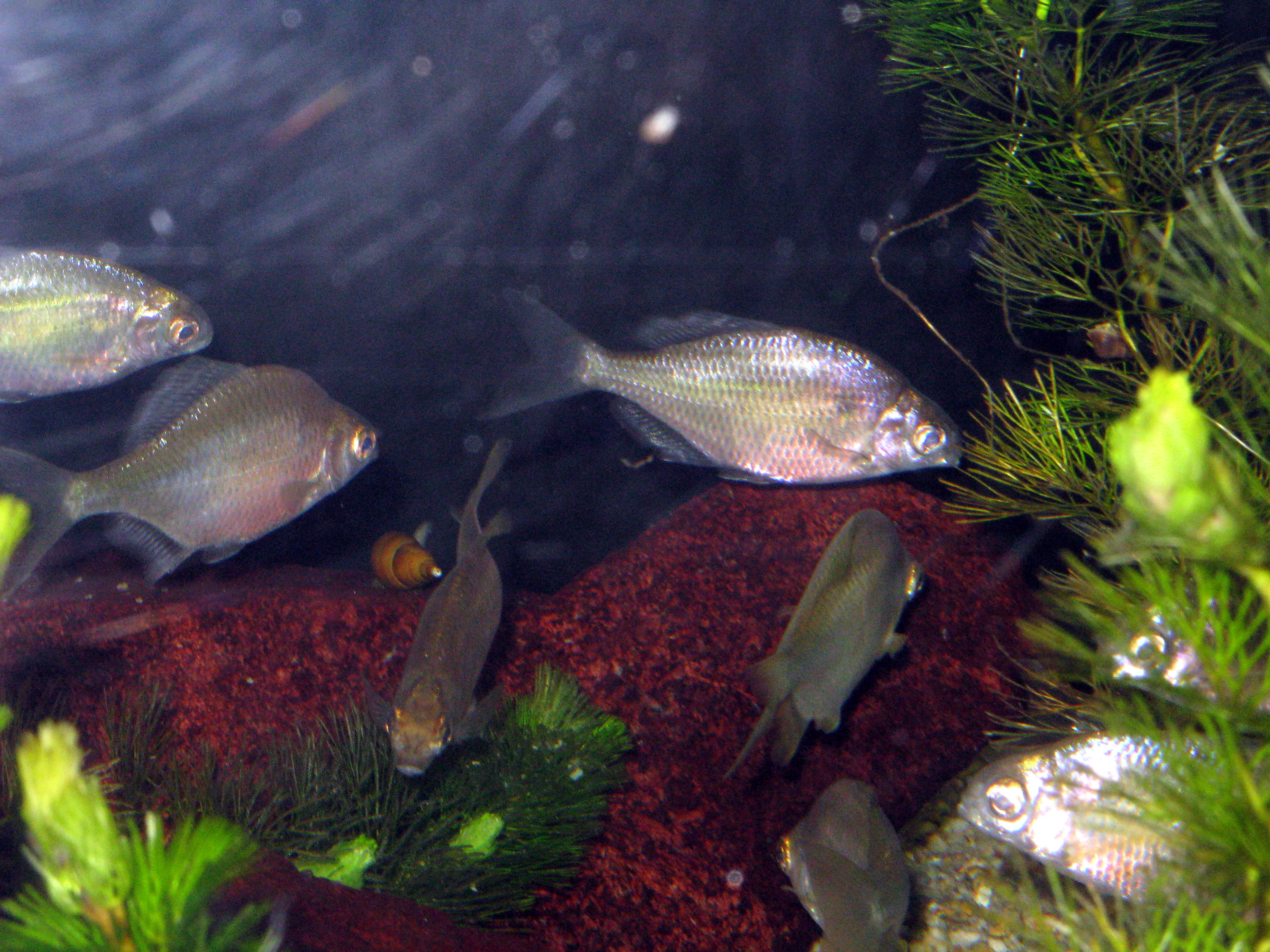
群れて泳ぐイタセンパラ

全長7-8 cm。最大で12 cm以上に達しタナゴ類としては比較的大型である。体形は著しく左右に扁平で体高比1.9-2.3と体高が高く、オスメス間の体格差はあまりない。背鰭と臀鰭は尾鰭付近にまで達し、分岐鰭条数は背鰭14-16、臀鰭13-16でいずれも日本産タナゴ類中最多。このため両鰭は魚体とのバランス的に大きく見え、種小名 longipinnis （長い羽をもつ、の意）の由来になったと考えられる。大型個体では鰭条がより長く伸びる。稚魚期は背鰭中央部に稚魚斑と呼ばれる楕円形の黒斑が入るが、成長にしたがい薄れて不明瞭となる。
体色は褐色を帯びた銀白色で、鰓ぶた後部（第5側線鱗付近）に暗色小斑がある。体側の縦条はないかきわめて不明瞭。側線は完全で、側線有孔鱗数は35-37。近縁種のゼニタナゴは側線が不完全な点で区別される。口ひげはない。咽頭歯数1列5-5、脊椎骨数33-35。消化管はきわめて細長く渦巻き状。染色体数は2n=44。
オスの婚姻色は鮮やかで、鰓ぶたから背にかけて淡紫色に、体側前半部は淡紅色に染まり、腹部下端は黒くなる。背鰭と尻鰭は黒で縁取られ、くっきりとした黒と白の点列が2-3本現れる。小型の1歳魚では発色が淡い傾向があり、また地域個体群によっても発現様態に差異がみられる。一方、メスは明らかな婚姻色を呈することはなく褐色味が抜けてより明るめの銀白色となり、腹部が膨らむとともに淡灰色の産卵管を2-3 cmほど伸ばす。産卵管は最長時でも尻鰭後端をわずかに超す程度で、他のタナゴ類に比べ太く短い。

### オオタナゴとの類似
本種の形態的特徴は大陸原産のオオタナゴにきわめて類似している。たとえばオオタナゴの種小名 macropterus とは「大きな鰭」の意で、本種の種小名と由来が共通する。そのため1939年に朝鮮総督府水産試験場の研究者である内田恵太郎により、本種は日本固有種ではなくオオタナゴの異名同種とする見解が示された。しかし後年の研究で、口ひげや縦条の有無・食性・繁殖期・卵形が異なることが判明したためこの見解は否定された。DNA分析によれば本種とオオタナゴの遺伝的距離はゼニタナゴより遠い。なお稚魚はカネヒラやバラタナゴにも似るが、背鰭の稚魚斑によって判別される。

### 和名の由来
「イタセンパラ」の和名は濃尾平野における地方名に由来し「板のように平たい体形で、色鮮やかな腹部をもつ魚」の意である。濃尾平野のセンパラまたはセンパ・センペラは本種を含むタナゴ類一般に対する混称で、「びた銭に見える」ことを由来とする説もある。原記載由来のビワタナゴではなく一方言が標準和名となっていることについては、以前はともかく現在では本種が生息しないと考えられる琵琶湖にちなむ呼称は不適当であるためとされる。

## 生態

### 生息環境

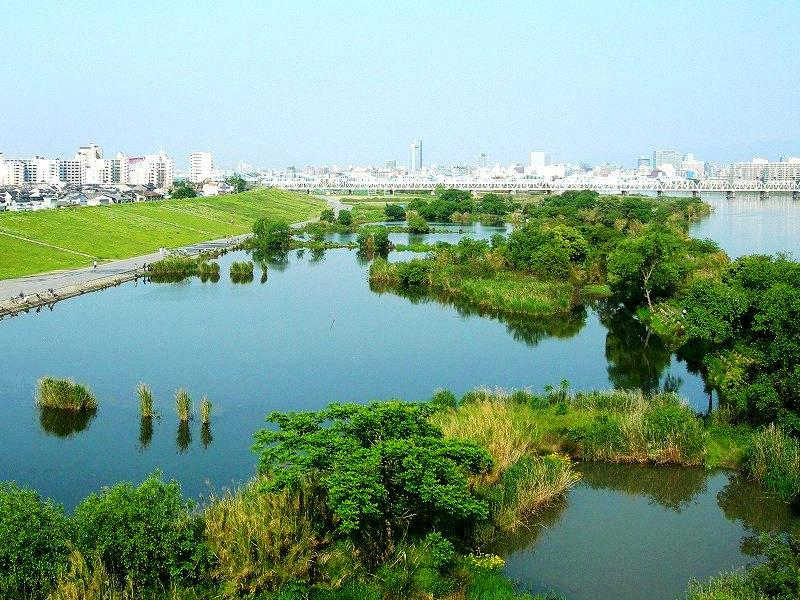
生息環境の一例（淀川のワンド）

河川のワンドやタマリ（河跡湖）・池沼・ため池といった、水流がないかもしくは緩やかでヨシやガマなどが繁茂する浅瀬、およびそれに繋がる水路に生息する。水中に餌となる藻類が豊富で水底に産卵床となる二枚貝類が生息することも必須条件である。流れが強く水深のある河川本流部は生息に適さないと考えられ、淀川では本流にはまったく生息せず過去の確認例もない。
一方、河川本流や用水路などの外部水域と完全に遮断された停滞水域にガマや水草類が密生するような状態も生息環境には適さず、水質清浄な湧水や伏流水と適度な開水域があり、河川の自然水位変動や用水路・ため池の人為管理にともなう環境の撹乱（植生や水底の更新）が発生する場所が適する。撹乱のない止水環境では、水草類の過剰な繁茂により水中への日射が不足し餌となる藻類の増殖が阻害される、また水底が富栄養化やヘドロの堆積により貧酸素状態となり二枚貝類の生息が圧迫される、などの問題が生じる。河川敷（氾濫原）における、冬の渇水期に本川からいったん隔離され翌春の増水で再び本川と繋がる浅い水たまりといった一時的水域は、特に仔稚魚の生育場所として重要である。

### 食性
仔稚魚は主に動物プランクトンを捕食するが、成長にしたがい藻類主体の植物食性へと変化していく。成魚はもっぱら付着藻類を餌とし、このため本種の腸は日本産タナゴ類としては最も長い。野生個体は配合飼料にはなかなか餌付かず、これは本種の飼育が困難とされる要因のひとつである。ただし仔稚魚から飼育された個体はアユ用配合飼料を摂食し、屋外の池で自然発生する藻類を餌として飼育された個体に比べ摂食量は少ないが成長はよい。

### 繁殖行動
繁殖期は秋で、9-11月（盛期は10月中旬-下旬）にイシガイ・ドブガイ・ササノハガイなどイシガイ科の淡水生二枚貝を産卵母貝として繁殖行動をとる。秋に産卵するコイ科魚類は希少で、タナゴ類では本種とカネヒラ・ゼニタナゴの3種が秋産卵型である。貝種による選好性はイシガイ＞ササノハガイ＞小型のドブガイ＞その他の順で、産卵管が短いことから殻高の低いイシガイやササノハガイをより好み、殻高が高いドブガイでは小型の個体のみを選択する。
オス同士は二枚貝をめぐり激しく縄張り争いをし、確保した貝に産卵管を伸長させたメスを誘い込む。メスはしばらく貝から数cm斜め上方で倒立ぎみに静止して出水管を注視し、水が出ているかどうかで貝の生死を確認すると、出水管へ産卵管を挿入し鰓葉内に卵を産み付ける。メスの産卵は0.2秒ほどの瞬間に行われるため目視での観察は難しい。1個の母貝に対する産卵個数は30-40個、1個体の産卵回数は2-5回である。産卵終了直後、オスは貝の入水管へ接近し尾鰭側を下げた姿勢で放精するが、産卵開始前からさかんに放精を行うオスも頻繁にみられる。複数のオス同士による闘争中メスは貝に近づけないが、オス達が貝から離れた隙に産卵してしまうこともあり、その場合は各オスが一斉に放精する。精子は入水管から吸い込まれ、卵は貝体内で受精する。

### 生活史
卵は約3.4×1.3 mmの細長い米粒形をしており、不透明な黄色で弱い粘着力をもつ。17-25 ℃の水温では受精から90時間ほどで孵化するが仔魚はそのまま母貝内にとどまり、ほどなく発生をほぼ停止して前期仔魚（ウジ状の発生段階）のまま越冬する。越冬時の仔魚は干上がりに耐性をもち、水がほとんどなくなってしまうような場所でも泥中に潜った母貝が無事ならば生存可能である。本種の人工繁殖研究の結果、仔魚の成長には秋から春の寒冷期の水温変動が必須条件であり、5 ℃程度の低水温期を経過しないと発生が再開しないことが報告されている。
翌年3月頃、水温が10-15 ℃に上昇すると発生を再開し、卵黄の栄養分を吸収しつつ成長する。半年以上という長期間を母貝内で過ごした後、表層水温が20 ℃を超える5-6月に後期仔魚が母貝から浮出する。この時点での全長は7-8 mmで、シロヒレタビラやタイリクバラタナゴなどとともに岸辺の表層で群れを形成する。淀川下流のワンドでは、個体数が多かった1980年代前半頃には本種だけで数百匹から数千匹になる巨大な群れも観察されたという。鰭が未発達なため遊泳力は高くないが目は大きく発達しており、ワムシやミジンコなどの動物プランクトンを捕食する。仔稚魚期の魚体は体高が非常に低く前後に細長いが、成長とともに体高は高くなっていく。
全長2-2.5 cmほどの幼魚に成長すると体高がまだ低いことを除いて成魚とほぼ同様の形態的特徴をそなえ、沖合の底層に移動して藻類食に移行する。初夏になると最も活発に摂餌して急速に成長し、秋口には5-6 cmの大きさとなりオスメスともに成熟する。摂食活動は次第に鈍化し繁殖期にはほぼ停止して繁殖行動に専念するようになる。寿命はおおむね1-2年で、繁殖を終えた冬に斃死する個体が多く、越冬した成魚も2年目の繁殖後にはほぼ死滅する。

## 希少種として

### 保全状態評価
- ENDANGERED (IUCN Red List Ver. 3.1 (2001))

- 絶滅危惧IA類 (CR)（環境省レッドリスト）

- 日本国指定の天然記念物（地域を定めず）- 1974年
- 国内希少野生動植物種 - 1995年

- 都道府県版レッドリスト

| カテゴリ            | 都道府県                                               |
| ------------------- | ------------------------------------------------------ |
| 絶滅                | 滋賀県[28]                                             |
| 絶滅危惧I類（相当） | 大阪府[29] 京都府[30] 富山県[31] 愛知県[32] 岐阜県[33] |
| 情報不足            | 奈良県[34]                                             |

### 減少の経緯
1950-60年代にかけ、生息地となる河川のワンドやタマリ・岸辺の湿地帯・ため池などの多くが河川改修や圃場整備といった高度経済成長期の開発によって消滅した。都市化にともなう生活・工業排水による水質汚濁や河川用水路への農薬流出といった要因も重なり、産卵床となる二枚貝類は減少あるいは絶滅し、本種が生息可能な水域は著しく狭められ個体数が激減した。
富山平野では、主要な生息地であった放生津潟が富山新港として開発され海水が流入し周辺水路も護岸化されたため、1958年を最後に生息確認例が皆無となった。淀川では水質汚濁が著しく1960年代初頭を最後に生息が確認されなくなった。このため1960年代後半になると富山平野と淀川からは絶滅したものと考えられるようになった。濃尾平野では木曽川水系下流域の一部で生息確認が得られていたものの、やはり生息域・個体数とも減少が続いた。1950年頃には大垣市付近の水路やため池に多数生息していたが、タイリクバラタナゴ増殖の影響を受け次第に姿を消していった。

### 天然記念物
生息確認例が途絶え絶滅したともみられていた淀川であるが、1971年3月、比較的良好な自然環境が残る城北（しろきた）ワンド群の城北公園裏ワンドで市岡高校生物部の生徒達によって再発見された。その後の調査により淀川左岸のワンド23か所で生息が確認されたが、水質が悪い右岸のワンドでは確認されなかった。
この再発見を契機として次第に保護の機運が高まり、関東平野のミヤコタナゴとともに1974年6月、日本の文部大臣（当時）により文化財保護法に基づき国の天然記念物に指定された。淀川のワンド群は最大の生息地とされ、詳細な調査研究の対象となり生態の解明が進んだ。また行政と保護団体が連携し、環境保全活動や人工ワンド建設などの保護増殖策も実施されることとなった。こうした保護活動は淀川ではいったん奏功し、母貝が移植された右岸のワンドでも生息が確認されるようになった。個体数も増加し、この年代における城北ワンド群の仔稚魚総数は数万から数十万匹であったと推計される。

### 氷見市・日進市での発見
1989年、富山県氷見市の万尾川で近畿大の学生4人がオス1匹を発見し、翌1990年に大阪教育大でその個体がイタセンパラと同定され、同川に生息することが確認された。富山県における生息確認はおよそ30年ぶりのことであった。発見後ただちに実施された調査の結果、氷見市では万尾川から十二町潟、隣接する仏生寺川に生息することが判明した。1996年には愛知県日進市の天白川水系で発見され、過去に本種の確認例がない同水系で初めて生息が確認された。
両市の個体群はもともと生息していたのではなく、淀川水系または木曽川水系からの人為的移植によるものとする推測もあったが、本種は天然記念物に種として指定されているため、いずれも来歴にかかわらず即座に行政による保護対象となった。氷見市の個体群は1995年にアイソザイム分析で在来系統であることがほぼ判明し、その後DNA解析によって固有の遺伝的組成を有することが裏づけられた。一方、日進市の個体群が在来のものかどうかは未検証であるが、富山大と氷見市教委によりDNA解析が進められている。

### 絶滅危惧
国の天然記念物として保護を受けるようになり、淀川ではワンドに生息する魚種の第4位を占めるまでに個体数が増加するなどの成果もみられた。しかし年代が進むにつれブラックバス・ブルーギルの食害やタイリクバラタナゴとの競合といった外来魚の圧迫が増大し、加えて人間による観賞魚としての飼育や売買を目的とする密漁も横行したため、個体数は年々減少し生息地も縮小していった。
淀川では1983年に完成した淀川大堰の影響で平時水位が50 cm上昇して二枚貝類の繁殖に重要な水深30 cm以下の浅瀬が1/4に減少し、また水位変動がなくなり氾濫原がダム湖のように湛水域と化したため、さらに生息が圧迫された。人工ワンドや保護池でも環境の撹乱が不足して次第に水底の状態が悪化し、当初定着していた二枚貝が死滅するなどして生息不能な状態となっていった。
氷見市では1993年に万尾川改修工事が実施され、それにともない十二町潟では水が抜かれて魚類生息不可能な状態となった。半年後に十二町潟の水位は降雨により回復したが、万尾川からは遮断され十二町潟水郷公園として整備されたため生息地として再生する見込みはなくなった。仏生寺川からも姿を消しており、生息地は万尾川ただ1か所を残すのみとなった。
1995年、本種は環境庁（当時）により種の保存法に基づき国内希少野生動植物種に指定され、翌1996年には関係4省庁が合同で「イタセンパラ保護増殖事業計画」を策定、行政主導の保護活動が本格化した。絶滅危惧IA類（環境省レッドリスト）。

### 各生息地の状況
淀川水系
国交省近畿地方整備局淀川河川事務所が1994年から毎年実施している生息調査では、2005年を最後に4年連続で稚魚が1匹も確認されなくなった。この危機的状況をうけ同事務所は、淀川大堰の操作によって自然に近い水位変動を人為的に発生させてワンドの環境改善を図るとともに、2017年をめどにワンドの倍増をめざす計画案を策定した。また同事務所と大阪府水生生物センターは2009年秋、現状の淀川における生息環境適性の把握をねらいとして、以前に淀川で捕獲して人工繁殖させたイタセンパラ500匹の再放流を実施した。場所などの詳細は非公開とされたが、2010年度の調査では5年ぶりに稚魚133匹を確認したと公表、放流個体が繁殖したものと推定されている。しかし大阪市の経費削減策により2012年に大阪市水道記念館が休館し、ここで飼育しているイタセンパラについても飼育は継続しないこととなり、2015年7月末までに繁殖事業が中止されることになった。2018年5月に最後の一匹が死に、市の飼育が終了したため、市は文化庁に「天然記念物滅失届出書」を提出した。一方、2019年に淀川河川事務所と大阪府立環境農林水産総合研究所が共同で行った調査によると、城北ワンド群で11677匹の稚魚が確認され、放流した500匹は淀川に定着したことが確認された。
富山平野
1998年に仏生寺川で再発見され、生息地は万尾川とあわせて2か所となっており、調査では毎年多数の稚魚が確認されている。ただし仏生寺川では2001年から、万尾川では2004年から本種生息地でオオクチバスが確認されており、捕食による個体数減少が懸念される。2008年12月、オオクチバスに捕食されていることが胃の内容物（捕食された消化前の小魚）のDNA解析で裏づけられたと報道された。なお射水市・高岡市・富山市など旧来の生息地では最後の確認例から50年以上が経過しており、再発見される可能性はほぼなくなった。
濃尾平野
木曽川水系での保護活動は奏効せず、1994年の木曽川を最後に確認例がない状態が長く続いた。2007年に木曽三川のひとつでようやく生息が確認されまだ絶滅していないことは判明したものの、密漁者が警察に逮捕される事件も発生しており、地域住民と連携した保護活動の必要性が指摘されている。一方、日進市では2003年5月に稚魚2匹が確認されたのが最後で、すでに絶滅した可能性が高いとみられる。18匹が碧南海浜水族館で人工繁殖を試みられたが、一時的に約150匹まで増殖するもその後すべて死んでしまった。同市では、絶滅が確定したわけではないので経過観察は当面継続するとしているが、生き残っている可能性は薄いと考えられるため天然記念物の現状変更許可は継続申請がなされず2008年8月までで期限が切れ、2009年2月には市主催の保護会議も解散した。

### 保護の現状と展望
本種は天然記念物ならびに国内希少野生動植物種として無許可の採捕や飼養・譲渡等は原則として禁じられる。個体数調査は貝から泳ぎ出た仔稚魚が岸辺に群れをなす5-6月、主にその目視観察によって行われるのが通例となっている。これは成魚を対象にすると池の干し上げや投網での捕獲といった大がかりな手段によらざるを得ず、魚体を傷つけ水底環境や調査対象外の生物にも影響を及ぼし、また上記のとおり国の許可が必要となるためである。
残存する各生息地では行政や民間の保護団体により、イシガイ類の稚貝放流による繁殖支援や外来魚駆除・密漁防止・保護池の造成管理といった保護活動がなされている。現状の啓発や研究発表を目的としたシンポジウムも開催され、生息地間の情報交換も行われる。
本種はタナゴ類の中でも人に慣れにくく外傷や病気にも弱いため飼育しにくいことに加え、秋産卵型であるため母貝の長期飼育が必要となる人工繁殖は困難であった。しかし現在では成功例が増加しており、大阪府水生生物センターや琵琶湖博物館などで淀川水系の個体群が継代飼育されるほか、氷見市では2007年から小学校児童による飼育の取り組みも行われている。また、精子を液体窒素で凍結保存する技術も開発されており、系統保存の観点では一定のめどが立っている。少数の成魚に由来するが故に起こる創始者効果、近親交配の進行による遺伝的多様性の喪失を防ぐため、氷見市では保存池内の集団に毎年野生個体を導入して管理している。2010年、氷見市の飼育繁殖集団は野生集団とほぼ同等の遺伝的多様性が確保されていることがマイクロサテライト分析により明らかになった。淀川水系の系統保存個体群を含め、野生集団の保全ならびに野生復帰に向けた再導入を適切に行うために、遺伝的多様性を維持した飼育繁殖方法を確立していくことが必要であると指摘された。
一方、先述のとおり淀川ではほぼ野生絶滅状態となったことにより放流が実施され、日進市でも生息が確認できなくなっているなど、自然界における生息環境と野生個体群の保全という観点からは本種の置かれた状況が好転しているとはいえない。淀川水系では、淀川大堰操作の効果を疑問視し抜本的な環境改善策が必要であるとする見解が研究者から出されており、また城北ワンド群など下流域における見通しは現状では絶望的であり、今後は大堰の影響が少ない木津川など中流域での保護に注力すべきとする意見もある。